# Rokudai shōjiki
Le Rokudai shōjiki (六代勝事記) est un livre d'histoire japonais écrit au début de l'époque de Kamakura qui relate les événements de cette période dans l'ordre où ils se présentent. Le Rokudai, qui signifie littéralement « six générations », renvoie aux empereurs Takakura, Antoku, Go-Toba, Tsuchimikado, Juntoku et Go-Horikawa. Le fait que l'empereur Go-Horikawa est cité comme l'« empereur régnant » (今上天皇) laisse à penser que le livre a été écrit peu après la guerre de Jōkyū (1221). Pendant longtemps, Minamoto no Mitsuyuki a passé pour être l'auteur du livre mais les historiens ont récemment avancé que Fujiwara no Tadataka, qui est retiré à l'époque où est rédigé le livre, en est plus probablement l'auteur.
Le livre prétend que c'est l'immoralité de l'empereur Go-Toba qui lui a fait perdre la guerre de Jōkyū, qu'il est fondamentalement le « méchant » de l'histoire et que l'événement ne met donc pas nécessairement en cause l'autorité de l'empereur et sa cour. Ce point de vue qui convient aussi bien à la cour impériale qu'au shogunat de Kamakura nouvellement créé, aura une profonde influence sur les relations entre les kuge et les samouraïs.